# Slepičí vršek
Slepičí vršek je přírodní památka severovýchodně od Lužnice v okrese Jindřichův Hradec. Oblast spravuje AOPK ČR Správa CHKO Třeboňsko. Důvodem ochrany je písečná duna s typickou květenou.